# Sèrum fisiològic
El sèrum fisiològic  és una dissolució aquosa de substàncies compatibles amb els organismes vius per les seves característiques definides de osmoticitat, pH i força iònica. Està compost d'aigua, electròlit, i, de vegades, diferents substàncies, com ara la glucosa, font de carboni i energia per a l'organisme, i d'alguns polisacàrids expansors. Tot i que se sol emprar com a sinònim de sèrum salí isotònic, una solució de 7,5 g de clorur de sodi en 1000 cm³ d'aigua destil·lada.
S'empra com a substitut de la sang quan disminueix dràsticament la volèmia i com a via d'aplicació de diverses substàncies (per exemple, injectables).
També és bo en les curacions de perforacions a la pell, en vòmits constants (oralment) i en obstruccions nasals.